# Taratak Sungai Lundang
Taratak Sungai Lundang is een bestuurslaag in het regentschap Zuid-Pesisir van de provincie West-Sumatra, Indonesië. Taratak Sungai Lundang telt 3205 inwoners (volkstelling 2010).